# Программируемый таймер
Программируемый таймер, программируемый интервальный таймер (англ. programmable interval timer, PIT) — в вычислительной технике и во встроенных компьютерных системах представляет собой счетчик, который генерирует сигнал при достижении запрограммированного значения. Выходной сигнал PIT может вызвать прерывание.

## Общие черты
PIT могут быть однократными (одноразовыми) или периодическими. Одноразовые таймеры подадут сигнал только один раз, а затем прекратят отсчет. Периодические таймеры сигнализируют каждый раз, когда они достигают определённого значения, а затем перезапускаются, таким образом создавая периодический сигнал через равные промежутки времени. Периодические таймеры обычно используются для запуска действий, которые должны выполняться регулярно через равные промежутки времени.
Счетчики PIT обычно программируются с фиксированными интервалами, которые определяют, как долго таймер будет считать, прежде чем выдаст сигнал.

## PIT в IBM PC и совместимых с ним компьютерах
В компьютерах, совместимых с IBM PC, первым PIT был таймер в Intel 8253. Это было оригинальное устройство синхронизации, которое использовало тактовый сигнал 1,193182 МГц (это 1/3 частоты цветовой синхронизации видеосигнала NTSC, 1/12 частоты системного кварцевого генератора, а также одна четверть тактовой частоты процессора 4,77 МГц) и содержит три таймера. Таймер 0 используется в Microsoft Windows (однопроцессорный) и Linux в качестве системного таймера, таймер 1 исторически использовался для динамического обновления оперативной памяти, а таймер 2 — для динамика ПК.
LAPIC в новых компьютерных системах Intel предлагает таймер с более высоким разрешением (одна микросекунда). Этот таймер используется вместо таймера PIT в ядрах Linux, начиная с версии 2.6.18.